# Dick Löfgren
Dick Ernst Harald Löfgren, född 16 augusti 1921 i Sankt Matteus församling i Stockholms stad, död 23 januari 1986 i Umeå stadsförsamling i Västerbottens län, var en svensk militär.

## Biografi
Löfgren avlade studentexamen i Stockholm 1940. Han avlade officersexamen vid Krigsskolan 1943 och utnämndes samma år till fänrik vid Livregementets grenadjärer, där han befordrades till löjtnant 1945 och kapten 1952. Han studerade vid Krigshögskolan 1952–1954 och tjänstgjorde vid staben i VII. militärområdet 1957–1961. Han befordrades till major 1961 och tjänstgjorde vid Livregementets grenadjärer 1961–1964. År 1964 befordrades han till överstelöjtnant, varefter han var chef för Pressavdelningen vid Arméstaben 1964–1967, sektionschef vid staben i Nedre Norrlands militärområde 1967–1969 och lärare vid Försvarshögskolan 1969–1970, befordrad till överste 1970. Han var 1971–1973 chef för Västerbottens regemente, varefter han 1973–1976 var ställföreträdande chef för Västerbottens regemente tillika ställföreträdande befälhavare för Västerbottens försvarsområde. År 1976 befordrades Löfgren till överste av första graden, varefter han 1976–1981 var chef för Västerbottens regemente och befälhavare för Västerbottens försvarsområde. Löfgren blev riddare av Svärdsorden 1962 och kommendör av samma orden 1974. Han är begraven på Västra kyrkogården i Umeå.